# The Devil Put Dinosaurs Here
The Devil Put Dinosaurs Here es el quinto álbum de estudio realizado por la banda americana de rock metal Alice in Chains, sacado a la venta el 28 de mayo de 2013. Es el segundo álbum desde su regreso en el 2005, después del álbum del año 2009 titulado Black Gives Way to Blue.

## Lista de canciones
Todas las canciones son escritas por Jerry Cantrell, exceptuando las especificadas.

| N.º | Título                         | Escritor(es)                                     | Duración |  |
| 1.  | «Hollow»                       |                                                  | 5:43     |  |
| 2.  | «Pretty Done»                  |                                                  | 4:35     |  |
| 3.  | «Stone»                        |                                                  | 4:23     |  |
| 4.  | «Voices»                       |                                                  | 5:42     |  |
| 5.  | «The Devil Put Dinosaurs Here» | Cantrell, Sean Kinney, Mike Inez                 | 6:38     |  |
| 6.  | «Lab Monkey»                   |                                                  | 5:59     |  |
| 7.  | «Low Ceiling»                  | Cantrell, Sean Kinney, Mike Inez                 | 5:15     |  |
| 8.  | «Breath on a Window»           |                                                  | 5:18     |  |
| 9.  | «Scalpel»                      | Cantrell, Sean Kinney, Mike Inez                 | 5:21     |  |
| 10. | «Phantom Limb»                 | Cantrell, Sean Kinney, Mike Inez, William DuVall | 7:07     |  |
| 11. | «Hung on a Hook»               |                                                  | 5:34     |  |
| 12. | «Choke»                        | Cantrell, Sean Kinney, Mike Inez                 | 5:44     |  |

## Personal
- Jerry Cantrell – Voz principal y segundas voces, guitarra líder y guitarra rítmica
- William DuVall – Voz principal y segundas voces, guitarra rítmica, guitarra líder en "Phantom Limb"
- Sean Kinney – Batería y percusiones
- Mike Inez – Bajo y voces adicionales

### Producción
- Producido por Nick Raskulinecz y Alice in Chains
- Ingeniero de audio por Paul Figueroa
- Arte conceptual por Ryan Clark

- Datos: Q5042736